# Condado de Kimball
O Condado de Kimball é um dos 93 condados do estado norte-americano de Nebraska. A sede do condado é Kimball, que é também a sua maior cidade. O condado tem uma área de 2466 km² (dos quais 3 km² estão cobertos por água), uma população de 7171 habitantes, e uma densidade populacional de 1,7 hab/km² (segundo o censo nacional de 2000). Foi fundado em 1888 e o seu nome é uma homenagem a Thomas L. Kimball, colono pioneiro na região.